# Trehörningen, Sjödalen
Trehörningen är en sjö som ligger i kommundelen Sjödalen-Fullersta, Huddinge kommun. En liten del av östra vattenområdet ingår i kommundelen Stuvsta. Fiskarter som abborre, gädda, mört, sutare, ruda, braxen, gärs och sarv finns i sjön. Fågellivet är rikt med bland annat mindre hackspett och gräshoppsångare. Sjön är även rik på vattenväxter och strandvegetation. Vid Trehörningen kan man också se fridlysta grodor och paddor samt fladdermöss.

## Historik

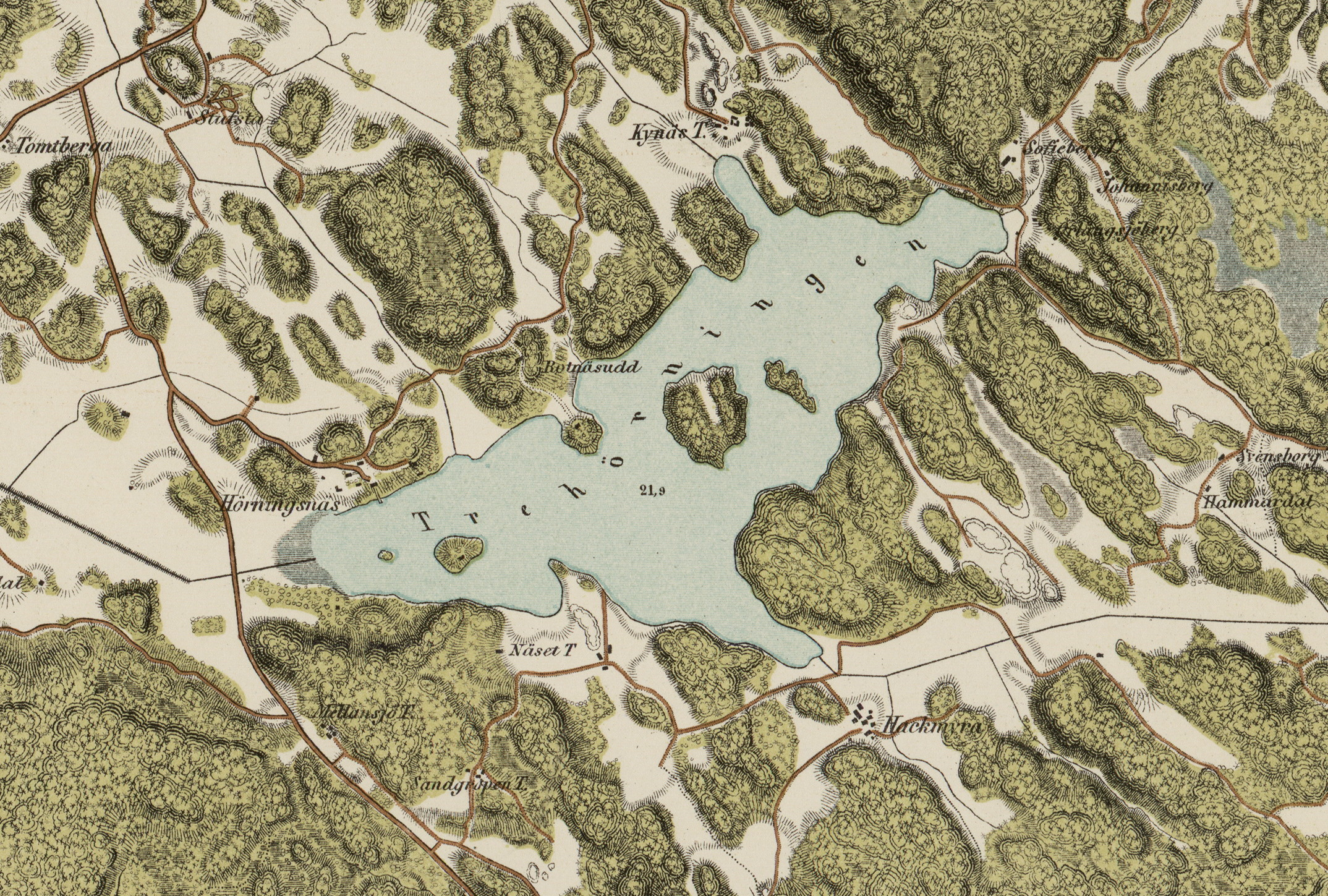
Trehörningen på 1860-talet.

Troligen kallas sjön för Trehörningen till följd av sina tre vikar. Sjön har gamla anor och hängde under förhistorisk tid ihop med sjöarna Orlången och Magelungen. År 2001 hittades en medeltida stockbåt i ek på Gullarängens gård vid en utdikning i närheten av sjön. Båten hade ursprungligen varit ungefär 4 meter lång och 60 centimeter bred och härstammar från 1200-talets början. Enligt Stockholms läns museum är fällningsåret för ekstocken troligen 1202 +/- 6 år.
Sjön sänktes avsevärt 1848 och sträckte sig tidigare ända upp till det nuvarande stationsområdet. Den nu försvunna Kyrksjön vid Huddinge kyrka var alltså ursprungligen en del av Trehörningen. Det var denna sjö som omfattade stationsområdet.
Söderut gränsar Trehörningen till Orlångens naturreservat. Sjön har klippor som är lämpliga för bad. All motortrafik är förbjuden på sjön, även båtar med elmotorer. I Trehörningen finns två öar: Råholmen och den något större Storholmen. Den senare är numera sammanväxt med land och är bebyggd med sommarstugor och några villor. Storholmen delar Trehörningen i en norra och en södra del. Det fanns även en tredje ö kallad Balstaholmen som fortfarande på 1860-talet låg i Trehörningens västra vik. Den har genom igenväxning blivit en del av den sanka marken i viken. 
Fram till 1971 rann vattnet från ett reningsverk ut i sjön. Detta upphörde 1971 då avloppsnätet kopplades till Henriksdals reningsverk i Nacka. Sjön muddrades och nästan en meters djup av hela sjöbotten grävdes bort. Reningsverket vid Trehörningen byggdes om för att endast ta emot och rena dagvatten. Efter muddringen försvann många fåglar som flockats vid det näringsrika vattnet i sjön. Reningsverket stängdes 1990 och revs 1996. Numera renas Trehörningens tillflödande vatten endast av ett slitet och gammalt dunkersystem som bygger på sedimentdammar. Det är årligen risk för algblomning.
Fortfarande (2012) är sjöns vatten mycket näringsrikt, trots sanering av avloppssystemet, och Huddinge kommun anser sig inte kunna anlägga ett kommunalt strandbad i Trehörningen eftersom de inte kan uppfylla Naturvårdsverkets vattenbestämmelser för ett sådant. (SNFS 1996:6 och allmänna råd 89:4) Någon ytterligare muddring är inte aktuell. Andra mindre vattendrag som mynnar ut i Trehörningen kommer från Sjövägen, Sofieberg och Kynäs.

## Bilder

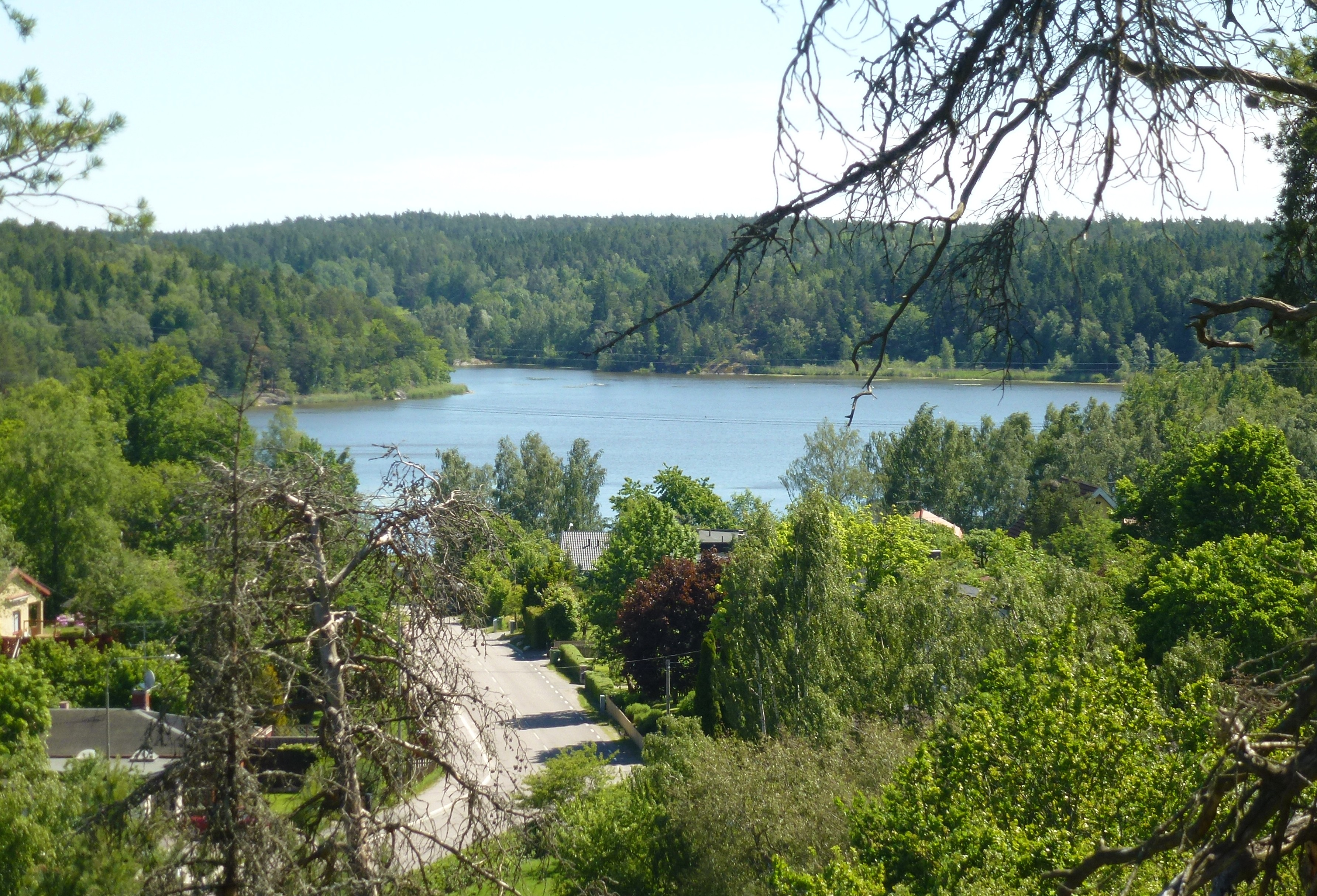
Trehörningen sedd från Hörningsnäs.
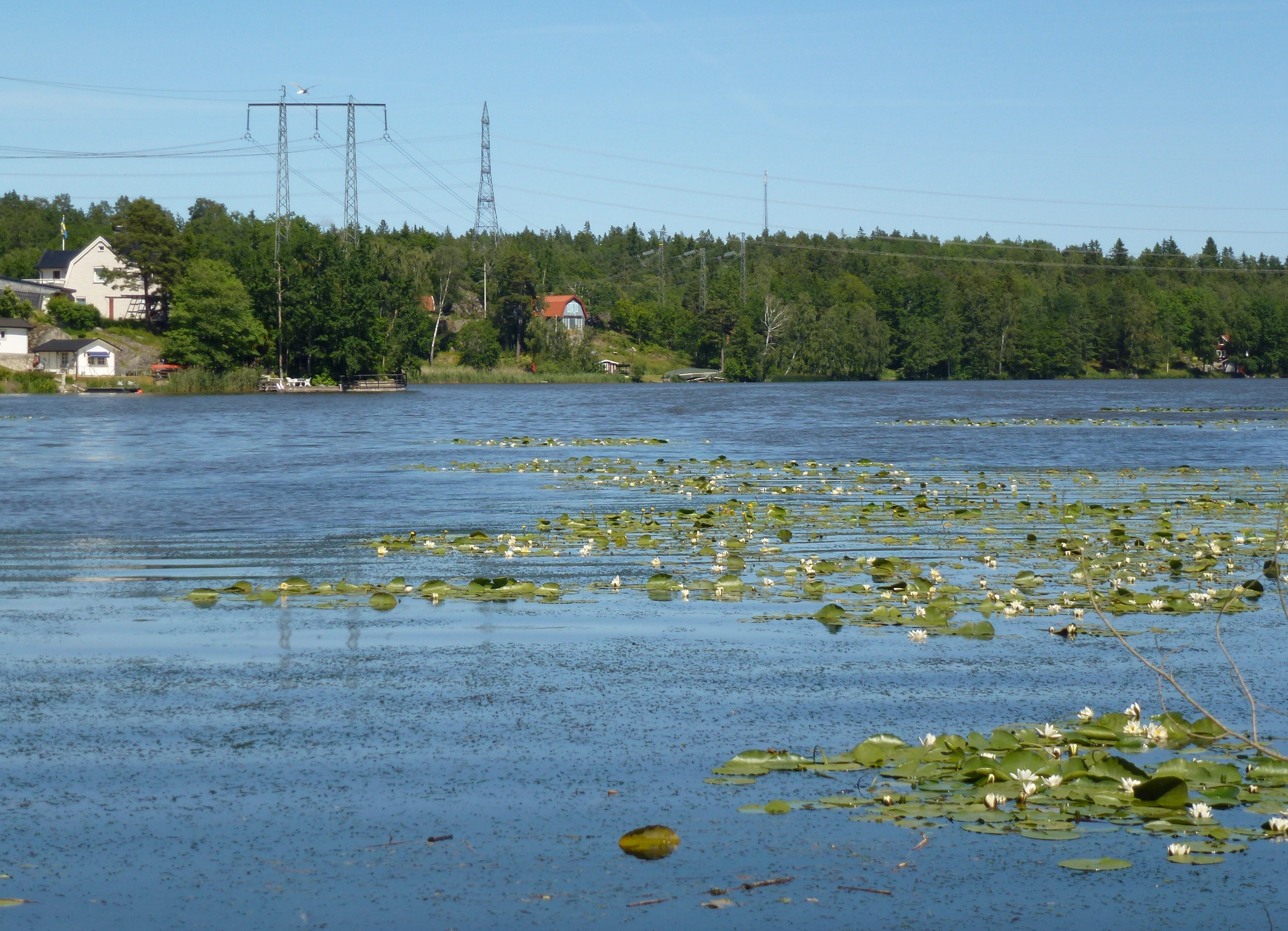
Trehörningens nordvästra del.
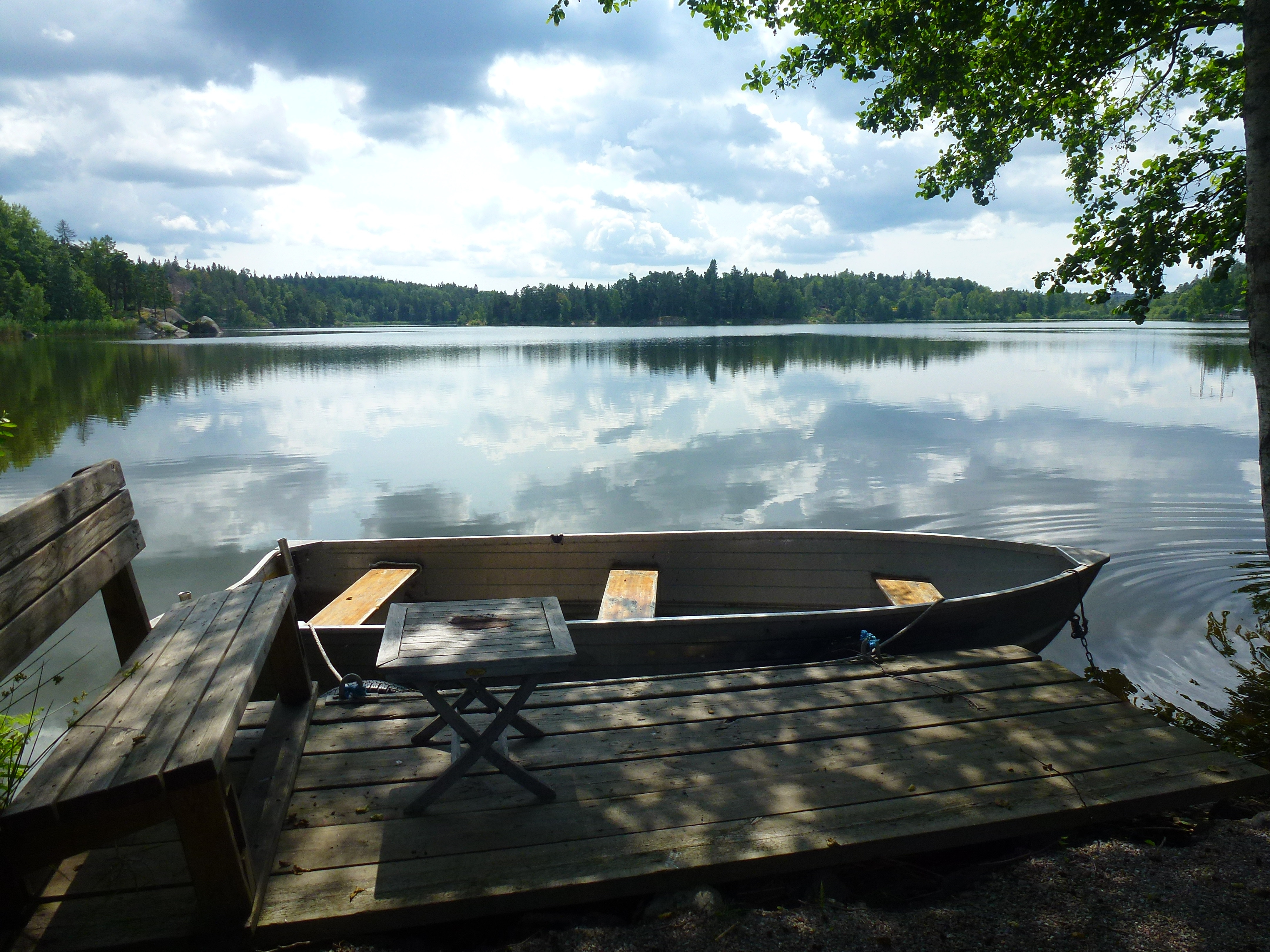
Trehörningens norra del.
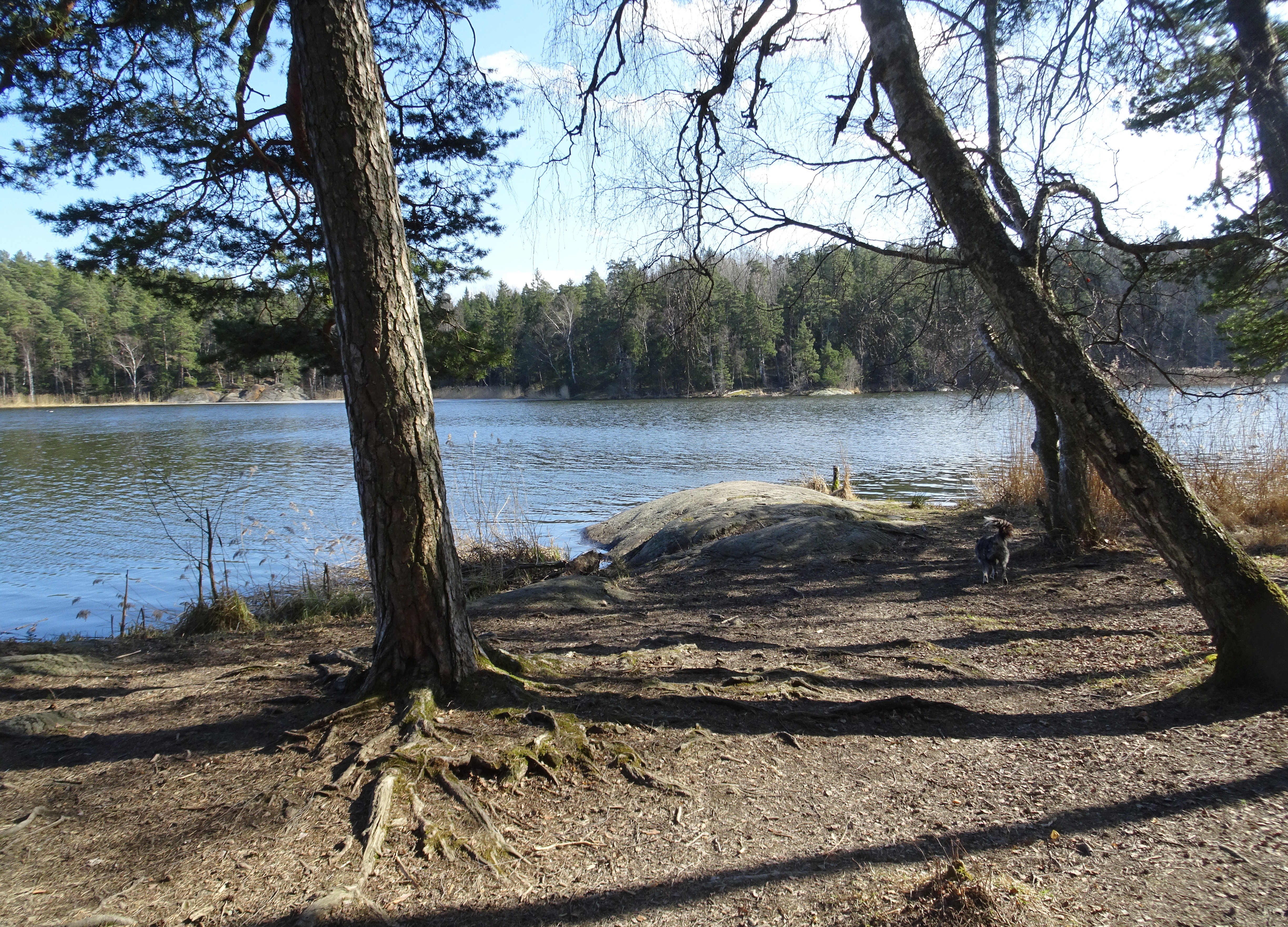
På Storholmen.
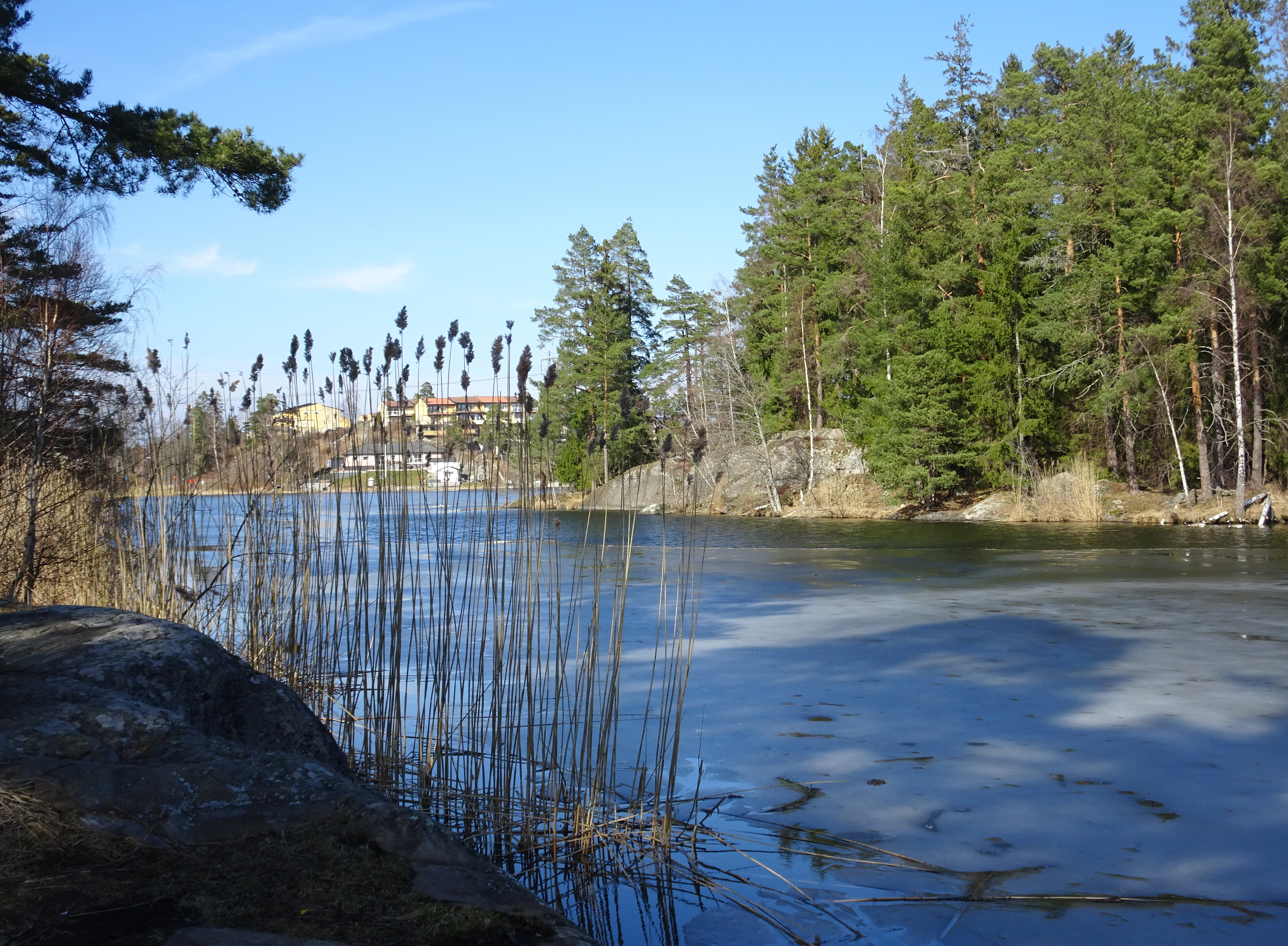
Trehörningen från Storholmen med Råholmen i bakgrunden.
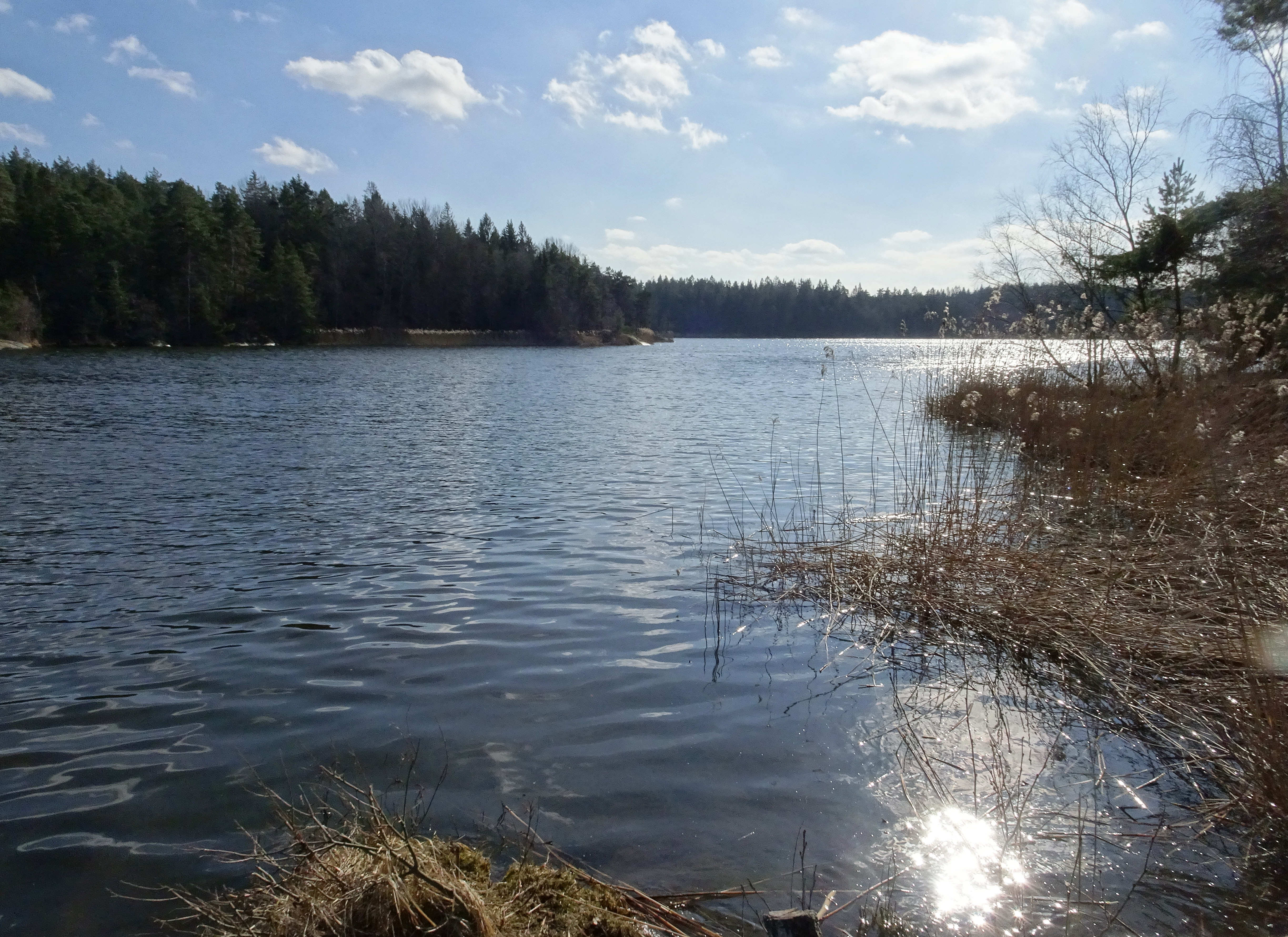
Trehörningen, vy från Storholmen.

## Delavrinningsområde
Trehörningen ingår i delavrinningsområde (656932-162744) som SMHI kallar för Mynnar i Ågestasjön. Medelhöjden är 38 meter över havet och ytan är 23,85 kvadratkilometer. Det finns inga avrinningsområden uppströms utan avrinningsområdet är högsta punkten. Vattendraget som avvattnar avrinningsområdet har biflödesordning 2, vilket innebär att vattnet flödar genom totalt 2 vattendrag innan det når havet efter 21 kilometer. Avrinningsområdet består mestadels av skog (17 procent). Avrinningsområdet har 0,78 kvadratkilometer vattenytor vilket ger det en sjöprocent på 3,3 procent. Bebyggelsen i området täcker en yta av 18,01 kvadratkilometer eller 76 procent av avrinningsområdet.